# 米雷克·托波拉内克
米雷克·托波拉內克（捷克語：Mirek Topolánek，捷克語發音：[ˈmɪrɛk ˈtopolaːnɛk]，1956年5月15日—）是一名捷克政治人物和商業經理，2006年至2009年擔任捷克共和國總理，2002年至2010年擔任公民民主黨黨魁。2006年至2009年期間，托波拉內克是眾議院議員，1996年至2004年是奧斯特拉瓦的參議員。2010年離開政壇後，托波拉內克一直活躍在電力行業。
2009年3月24日，托波拉涅內克在眾議院的不信任投票中失敗後辭去總理職務。他任職到5月8日，之後由無黨籍的揚·菲舍爾接替總理職務，並領導臨時看守政府
2017年11月，托波拉內克宣布參加2018年捷克總統選舉，但只得到了4%的支持，在選舉中排名第六。

## 外部連結
- 米雷克·托波拉內克個人網站
- Speech of the Prime Minister Mirek Topolánek given at the Heritage Foundation in Washington D.C. 26. 2. 2008 （页面存档备份，存于）
- Speech of the Prime Minister given at the Center for Strategic and International Studies in Washington D.C. 27. 2. 2008 （页面存档备份，存于）
- EuropeanVoice – Topolánek's profile （页面存档备份，存于）

| 政党职务                 | 政党职务                      | 政党职务             |
| ------------------------ | ----------------------------- | -------------------- |
| 前任者： 瓦茨拉夫·克劳斯 | 公民民主黨黨魁 2002年－2010年 | 繼任者： 彼得·内恰斯 |
| 官衔                     |                               |                      |
| 前任者： 伊日·帕劳贝克   | 捷克總理 2006年－2009年       | 繼任者： 扬·菲舍尔   |
| 前任者： 尼古拉·萨科齐   | 歐盟高峰會主席 2009年         | 繼任者： 扬·菲舍尔   |